# Paula de Odivelas
Paula de Odivelas, ursprungligen Paula Teresa da Silva e Almeida, född 17 juni 1701 i Lissabon i Portugal, död 22 april 1768 i Odivelas i Portugal, var en portugisisk nunna och mätress.
Hon är känd för sitt förhållande med kung Johan V av Portugal, som varade mellan 1719 och 1750. Förhållandet ansågs vara en stor skandal på grund av hennes ställning som nunna, och nunnan-mätressens luxuösa livsstil väckte extra skandal. 